# Liste des archevêques d'Onitsha
Liste des archevêques d'Onitsha
(Archidioecesis Onitshanus)

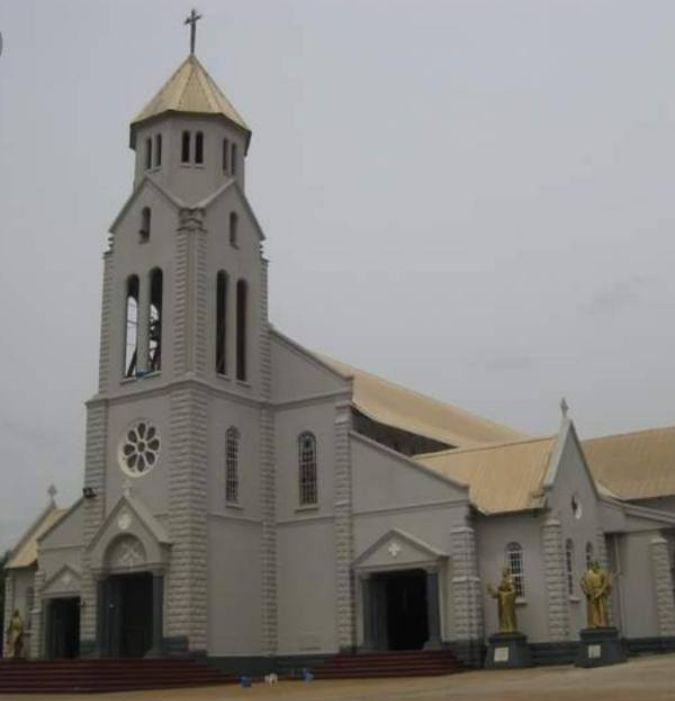
Basilique de la Très Sainte Trinité, Onitsha

La préfecture apostolique du Bas-Niger a été créée le 25 juillet 1889 par détachement du vicariat apostolique de la Baie du Bénin. Elle avait pour limites "à l'ouest, le fleuve Niger jusqu'au confluent du Bénoué; au sud l'océan; au nord la rivière Bénoué jusqu'à Yola; à l'est, la limite des possessions allemandes".
Elle est érigée le 16 avril 1920 en vicariat apostolique du Sud Niger.
Celui-ci change de dénomination le 9 juillet 1934 pour devenir le vicariat apostolique d'Onitsha-Owerri.
Ce dernier est scindé le 12 février 1948 entre le vicariat apostolique d'Owerri et celui d'Onitsha.
Ce dernier est érigé en archevêché nigérian le 18 avril 1950.

## Sont d'abord préfets apostoliques
- 25 juillet 1889-17 décembre 1895 : Joseph Ier Lutz Cssp, arrivé à Onitsha dès 1885, préfet apostolique du Bas-Niger.
- 1896-1898 : Joseph-Marie Reling, préfet apostolique du Bas-Niger.
- 1898-1900 : René Pawlas, préfet apostolique du Bas-Niger.
- 23 mai 1900-5 septembre 1905 : Léon-Alexandre Lejeune Cssp, préfet apostolique du Bas-Niger.
- 20 septembre 1905-16 avril 1920 : Joseph II Shanahan Cssp (Joseph Ignatius Shanahan), préfet apostolique du Bas-Niger.

## Puis sont vicaires apostoliques
- 16 avril 1920-21 mai 1931 : Joseph II Shanahan Cssp (Joseph Ignatius Shanahan), promu vicaire apostolique du Sud Niger.
- 21 mai 1931-18 avril 1950 : Charles Heerey Cssp, vicaire apostolique du Sud Niger, puis d'Onitsha-Owerri (1934), enfin d'Onitsha (1948).

## Enfin sont archevêques
- 18 avril 1950-26 juin 1967 : Charles Heerey Cssp, promu archevêque.
- 26 juin 1967-9 mars 1985 : Francis Arinze
- 9 mars 1985-25 février 1995 : Stephen Ezeanya (Stephen Nweke Ezeanya)
- 25 février 1995-1er septembre 2003 : Albert Obiefuna (Albert Kanene Obiefuna)
- depuis le 1er septembre 2003 : Valerian Okeke

## Sources
- L'ANNUAIRE PONTIFICAL, sur le site http://www.catholic-hierarchy.org, à la page